# Union County (Georgia)
Union County is een county in de Amerikaanse staat Georgia.
De county heeft een landoppervlakte van 835 km² en telt 17.289 inwoners (volkstelling 2000). De hoofdplaats is Blairsville.